# اچ‌ام‌اس اسپار
اچ‌ام‌اس اسپار (به انگلیسی: HMS Spur) یک زیردریایی بود که طول آن ۲۱۷ فوت (۶۶ متر) بود. این زیردریایی در سال ۱۹۴۴ ساخته شد.